# Rókur av Fløtum Jespersen
Rókur av Fløtum Jespersen (ur. 16 marca 1985) – farerski piłkarz grający w klubie HB Tórshavn. Występuje na pozycji ofensywnego pomocnika.

## Kariera piłkarska
Rókur rozpoczął grę w HB Tórshavn, gdy miał 16 lat, w 2001 roku. W swoim pierwszym sezonie na pięć rozegranych meczów zdobył dwie bramki, w kolejnym wyszedł na boisko tylko dwa razy. Oba gole zdobył w rozgrywkach o Puchar Wysp Owczych. Od 2003 roku rozpoczęły się jego bardziej regularne występy, zagrał w 16 spotkaniach i zdobył dwie bramki, obie w spotkaniach ligowych. W kolejnych latach Rókur występował coraz częściej w swoim zespole. W 2004 został ukarany swą pierwszą, żółtą kartką, w 2006 zaś dostał aż trzy, nigdy jednak sędzia nie musiał pokazać mu czerwonego kartonika. W 2007 wystąpił w 34 spotkaniach i zdobył siedem bramek.

## Kariera reprezentacyjna
Rókur av Fløtum Jespersen został powołany do reprezentacji w 2007 roku na Eliminacje do Mistrzostw Europy w Piłce Nożnej 2008, nie zagrał jednak w ani jednym spotkaniu.